# Coupe de la Ligue algérienne de football 1999-2000
Navigation
Coupe de la Ligue 1997-1998 Coupe de la Ligue 2020-2021
La Coupe de la Ligue d'Algérie de football 1999-2000, appelée également Coupe du Groupement professionnel ou encore Coupe de la Ligue Professionnelle, est la 4e édition de la Coupe de la Ligue d'Algérie de football, organisée par la FAF.
La finale de cette édition voit la victoire du CR Belouizdad sur le MC Oran, sur le score net et sans bavure de 3 buts à 0. Il s'agit également de la dernière édition en date de cette compétition, aujourd'hui défunte.

## Calendrier de la compétition
La FAF souhaite que la compétition se déroule d'un seul trait sans trop d'interruptions. Ainsi donc, elle se déroule sur 3 mois maximum entre fin décembre 1999 et mars 2000.
| Tour                            | Nom                                    | Dates retenues                        | Équipes participantes | Équipes gagnantes |
| Phase qualificative (1re phase) |                                        |                                       |                       |                   |
| 1                               | Phase de poule des groupes             | du 23 décembre 1999 au 3 février 2000 | 26                    | 16                |
| Phase éliminatoire (2d phase)   |                                        |                                       |                       |                   |
| 2                               | Huitièmes de finale                    | 10 février 2000                       | 16                    | 8                 |
| 3                               | Quarts de finale                       | 14 février 2000                       | 8                     | 4                 |
| 4                               | Demi-finales                           | 25 février 2000                       | 4                     | 2                 |
| 5                               | Finale Stade du 5 juillet 1962 (Alger) | 19 mars 2000                          | 2                     | 1                 |

Seulement 26 équipes participent à cette compétition, étant donné qu'elle est réservée uniquement aux clubs semi-professionnels ou professionnels; soit 12 équipes de Première division et 14 équipes de Deuxième division.

## Déroulement de la compétition
La compétition se déroule en 2 phases distinctes. Il y a tout d'abord une 1re phase dite phase de poule ou phase de groupe, qui se déroule en 9 journées maximum suivant la composition des groupes. Puis les qualifiés des 3 poules s'affrontent dans une phase à élimination direct après un tirage au sort et qui débute au stade des huitièmes de finale.
Ces 3 groupes sont tout simplement appelé Groupe Ouest, Groupe Centre et Groupe Est et font références aux 3 grandes régions footballistiques du pays. La composition du Groupe Centre est plus élevé que les 2 autres car tout simplement, il possède un plus grand nombre de clubs évoluant en 1re et 2e division du football algérien.
En effet, cette compétition étant une coupe uniquement jouée par des équipes dites professionnelles ou semi-professionnelles, seuls sont autorisés à participer les clubs évoluant en Première Division et en Deuxième Division.

### 1ertour, une phase de groupe
Le 1er tour est donc une phase de poule qui se déroule pour cette édition, en 9 journées. Elle débute en Décembre 2000 et se termine en février 2000. Il existe pour cette 1re phase seulement 3 groupes de qualification. Ces groupes sont issues des 3 grandes régions footballistiques du pays, à savoir la "Région Ouest", la "Région Centre", et la "Région Est".
Nous avons donc comme groupes, le Groupe Ouest composé de sept équipes, le Groupe Centre composé de 10 équipes et le Groupe Est composé de 9 équipes.
La composition du Groupe Centre est plus nombreuse que celle des 2 autres groupes, car la région centre possède tout simplement un plus grand nombre de clubs évoluant en 1re et 2e division du football algérien; étant donné que seules les clubs de ces 2 divisions peuvent participer à cette compétition.

#### Groupe Ouest
Le Groupe Ouest, faisant référence à la région Ouest du pays, concentre donc toutes les équipes évoluant en 1re et 2e division du football algérien et appartenant à cette région, qui était l'ex Ligue d'Oran de football durant la période coloniale. La ligue d'Oran existe encore mais sous un autre format et fait partie de la "Région Ouest".

##### Composition du Groupe Ouest
Le Groupe Ouest est composé pour cette édition de 7 équipes dont, 2 évoluant en Première Division:
Le MC Oran.
Et le WA Tlemcen.
ainsi que 5 équipes évoluant en Deuxième Division durant cette édition:
La JSM Tiaret.
L'ES Mostaganem.
Le WA Mostaganem.
L'ASM Oran.
Et le GC Mascara.
Toutes les équipes s'affrontent entre elles en une poule unique, avec le système de points standard de 3 points pour une victoire, 1 point pour un match nul et 0 point pour une victoire. Comme le groupe n'est composé que de 7 équipes, celui-ci ne connaitra que 7 journées de matchs.
À l'issue de cette 1re phase, au classement seuls les quatre premiers seront qualifiés pour la 2e phase à élimination directe qui débutera le 10 février 2000.

##### Phase de poule du Groupe Ouest
Pour cette 1re journée, comme le Groupe Ouest ne comporte que 7 équipes, l'une d'elles est donc exemptée de cette journée, puisque seulement 6 équipes peuvent se rencontrer. Il s'agit ici du GC Mascara, qui ne peut donc jouer. À noter également que la rencontre JSM Tiaret-MC Oran se joua le 17 janvier 2000 contrairement aux autres qui eurent lieu le 23 décembre 1999.
| Coupe de la Ligue d'Algérie de football 1re journée du Groupe Ouest | JSM Tiaret | 0 – 0   | MC Oran | Stade Ahmed Kaïd (Tiaret) |  |
| 17 janvier 2000                                                     |            | (0 – 0) |         |                           |  |

| Coupe de la Ligue d'Algérie de football 1re journée du Groupe Ouest | ES Mostaganem | 1 – 2   | WA Mostaganem | Stade Bensaïd Mohamed (Mostaganem) |  |
| 23 décembre 1999                                                    |               | (? - ?) |               |                                    |  |

| Entraîneur :      |
| Belayachi Boukar. |

| Entraîneur :      |
| Benyelles Amrani. |

| Entraîneur :      |
| Belayachi Boukar. |

| Entraîneur :      |
| Benyelles Amrani. |

Cette fois ci, c'est au tour du WA Tlemcen d'être exempt pour cette 2e journée comptant pour la phase de poule du Groupe Ouest.
| Coupe de la Ligue d'Algérie de football 2e journée du Groupe Ouest | WA Mostaganem | 2 – 1   | ASM Oran | Stade Bensaïd Mohamed (Mostaganem) |  |
| 30 décembre 1999                                                   |               | (? – ?) |          |                                    |  |

| Coupe de la Ligue d'Algérie de football 2e journée du Groupe Ouest | Mouloudia Club Oran | 3 – 1   | ES Mostaganem | Stade Habib-Bouakeul (Oran) |  |
| 30 décembre 1999                                                   |                     | (? - ?) |               |                             |  |

| Coupe de la Ligue d'Algérie de football 2e journée du Groupe Ouest | GC Mascara | 2 – 1   | JSM Tiaret | Stade de l'Unité Africaine (Mascara) |  |
| 30 décembre 1999                                                   |            | (? - ?) |            |                                      |  |

Lors de cette 3e journée c'est au tour de la JSM Tiaret d'être exemptée de match comptant pour la phase de poule du Groupe Ouest.
| Coupe de la Ligue d'Algérie de football 3e journée du Groupe Ouest | ES Mostaganem | 3 – 0   | GC Mascara | Stade Bensaïd Mohamed (Mostaganem) |  |
| 3 janvier 2000                                                     |               | (? – ?) |            |                                    |  |

| Coupe de la Ligue d'Algérie de football 3e journée du Groupe Ouest | ASM Oran | 0 – 4   | MC Oran | Stade Habib-Bouakeul (Oran) |  |
| 3 janvier 2000                                                     |          | (? - ?) |         |                             |  |

| Coupe de la Ligue d'Algérie de football 3e journée du Groupe Ouest | WA Tlemcen | 5 – 0   | WA Mostaganem | Complexe sportif Akid Lotfi (Tlemcen) |  |
| 3 janvier 2000                                                     |            | (0 - 0) |               |                                       |  |

C'est au tour du WA Mostaganem d'être exempt à son tour pour cette 4e journée comptant pour la phase de groupe, du Groupe Ouest
| Coupe de la Ligue d'Algérie de football 4e journée du Groupe Ouest | MC Oran | 0 – 0   | WA Tlemcen | Stade Habib-Bouakeul (Oran) |  |
| 13 janvier 2000                                                    |         | (0 – 0) |            |                             |  |

| Coupe de la Ligue d'Algérie de football 4e journée du Groupe Ouest | GC Mascara | 2 – 0   | ASM Oran | Stade de l'Unité Africaine (Mascara) |  |
| 13 janvier 2000                                                    |            | (? - ?) |          |                                      |  |

| Coupe de la Ligue d'Algérie de football 4e journée du Groupe Ouest | JSM Tiaret | 1 – 1   | ES Mostaganem | Stade Ahmed Kaïd (Tiaret) |  |
| 13 janvier 2000                                                    |            | (? - ?) |               |                           |  |

Là, c'est le tour de l'ES Mostaganem d'être exempt pour cette 5e journée comptant pour la phase de poule du Groupe Ouest.
| Entraîneur : |
| Boukar       |

| Entraîneur : |
| Aggad        |

| Entraîneur : |
| Boukar       |

| Entraîneur : |
| Aggad        |

| Coupe de la Ligue d'Algérie de football 5e journée du Groupe Ouest | WA Mostaganem | 0 – 0   | MC Oran | Stade Bensaïd Mohamed (Mostaganem) |  |
| 20 janvier 2000                                                    |               | (0 - 0) |         |                                    |  |

| Coupe de la Ligue d'Algérie de football 5e journée du Groupe Ouest | WA Tlemcen | 2 – 1   | GC Mascara | Complexe sportif Akid Lotfi (Tlemcen) |  |
| 20 janvier 2000                                                    |            | (? - ?) |            |                                       |  |

En cette 6e journée c'est au tour cette fois-ci du MC Oran d'être exempt de match comptant pour la phase de poule du Groupe Ouest.
| Coupe de la Ligue d'Algérie de football 6e journée du Groupe Ouest | GC Mascara | 1 – 0   | WA Mostaganem | Stade de l'Unité Africaine (Mascara) |  |
| 27 janvier 2000                                                    |            | (? – ?) |               |                                      |  |

| Coupe de la Ligue d'Algérie de football 6e journée du Groupe Ouest | JSM Tiaret | 0 – 1   | WA Tlemcen | Stade Ahmed Kaïd (Tiaret) |  |
| 27 janvier 2000                                                    |            | (? - ?) |            |                           |  |

| Coupe de la Ligue d'Algérie de football 6e journée du Groupe Ouest | ES Mostaganem | 1 – 0   | ASM Oran | Stade Bensaïd Mohamed (Mostaganem) |  |
| 27 janvier 2000                                                    |               | (? - ?) |          |                                    |  |

Et enfin pour la dernière et 7e journée, c'est l'ASM Oran qui observera à son tour un match de repos comptant pour la phase de poule du Groupe Ouest.
| Coupe de la Ligue d'Algérie de football 7e et Dernière journée du Groupe Ouest | WA Tlemcen | 2 – 0   | ES Mostaganem | Complexe sportif Akid Lotfi (Tlemcen) |  |
| 3 février 2000                                                                 |            | (? – ?) |               |                                       |  |

| Coupe de la Ligue d'Algérie de football 7e et Dernière journée du Groupe Ouest | WA Mostaganem | 1 – 0   | JSM Tiaret | Stade Bensaïd Mohamed (Mostaganem) |  |
| 3 février 2000                                                                 |               | (? - ?) |            |                                    |  |

| Coupe de la Ligue d'Algérie de football 7e et Dernière journée du Groupe Ouest | MC Oran | 0 – 0   | GC Mascara | Stade Habib-Bouakeul (Oran) |  |
| 3 février 2000                                                                 |         | (0 - 0) |            |                             |  |

La 1re phase, dite phase de poule concernant le Groupe Ouest s'achève donc le 3 février 2000 et a permis de faire apparaître les 4 1res équipes au classement qui iront en huitième de finale.

##### Classement du Groupe Ouest
À l'issue de cette 1re phase concernant la Région Ouest, et après 7 journées de compétition qui permirent à chacun des clubs de jouer 6 match, le classement pour le Groupe Ouest est le suivant :
| Pl. | Club          | Points | Joués | V | E | D | bp | bc | +/- |
| --- | ------------- | ------ | ----- | - | - | - | -- | -- | --- |
| 1er | WA Tlemcen    | 13     | 6     | 4 | 1 | 1 | 12 | 5  | +7  |
| 2e  | MC Oran       | 10     | 6     | 2 | 4 | 0 | 7  | 1  | +6  |
| 3e  | GC Mascara    | 10     | 6     | 3 | 1 | 2 | 6  | 6  | 0   |
| 4e  | WA Mostaganem | 10     | 6     | 3 | 1 | 2 | 5  | 8  | -3  |
| 5e  | ES Mostaganem | 7      | 6     | 2 | 1 | 3 | 7  | 7  | 0   |
| 6e  | JSM Tiaret    | 5      | 6     | 1 | 2 | 3 | 4  | 5  | -1  |
| 7e  | ASM Oran      | 3      | 6     | 1 | 0 | 5 | 5  | 13 | -8  |

|  | qualifiés pour les « huitièmes de finale » de la Coupe de la Ligue d'Algérie » |

##### Les qualifiés du Groupe Ouest
Les qualifiés du Groupe Ouest sont les quatre premiers du classement, soit les 2 clubs de D1:
Le WA Tlemcen, 1er au classement.
Et le MC Oran, 2e du classement.
mais aussi 2 autres clubs de D2 que sont:
Le GC Mascara, 3e du classement.
Et le WA Mostaganem, 4e du classement.
Pour ce groupe de qualification, concernant la Région Ouest, pas de grande surprise, les clubs de Première Division répondent présent et 2 clubs évoluant Deuxième Division les accompagnent pour les huitièmes de finale de la compétition.
À noter qu'il n'y a que 4 qualifiés dans ce Groupe Ouest car il est moins important en nombre que les 2 autres groupes. Cela s'explique par le fait que peu d'équipes de cette région évoluent en 1re et 2e division dans le football algérien pour cette saison 1999-2000.

#### Groupe Centre
Le Groupe Centre, faisant référence à la région Centre du pays, concentre donc toutes les équipes évoluant en 1re et 2e division du football algérien et appartenant à cette région, qui était l'ex Ligue d'Alger de football durant la période coloniale. La ligue d'Alger existe encore mais sous un autre format et fait partie de la "Région Centre".

##### Composition du Groupe Centre
Le Groupe Ouest est composé pour cette édition de 10 équipes dont, 6 évoluant en Première Division:
Le MC Alger.
La JS Kabylie.
La JSM Béjaia.
L'USM Alger.
L'USM Blida.
Et le CR Belouizdad.
ainsi que 4 équipes évoluant en Deuxième Division durant cette édition:
La JS Bordj Menail.
Le RC Kouba.
L'USM El Harrach.
Et le NA Hussein Dey.
Toutes les équipes s'affrontent entre elles en une poule unique, avec le système de points standard de 3 points pour une victoire, 1 point pour un match nul et 0 point pour une victoire. Comme le groupe est composé que de 10 équipes, celui-ci connaitra donc 9 journées de matchs.
À l'issue de cette 1re phase, au classement seuls les 6 premiers seront qualifiés pour la 2e phase à élimination direct qui débutera le 10 février 2000

##### Phase de poule du Groupe Centre
Contrairement au Groupe Ouest, le Groupe Centre possède un nombre pair de participants. Aucune équipe n'est exemptée de tour durant cette 1re journée comptant pour la phase de poule du Groupe Centre.
Aucune équipe n'est exemptée de tour durant cette 2e journée comptant pour la phase de poule du Groupe Centre.
Aucune équipe n'est exemptée de tour durant cette 3e journée comptant pour la phase de poule du Groupe Centre.
Aucune équipe n'est exemptée de tour durant cette 3e journée comptant pour la phase de poule du Groupe Centre. À noter également que cette journée aura connu le forfait du CR Belouizdad. La FAF malgré ce forfait ne prendra pas de sanctions envers le CRB et n'attribuera aucune victoire sur tapis vert pour la JS Bordj Menaiel.
Aucune équipe n'est exemptée de tour durant cette 5e journée comptant pour la phase de poule du Groupe Centre.
Aucune équipe n'est exemptée de tour durant cette 6e journée comptant pour la phase de poule du Groupe Centre.
Aucune équipe n'est exemptée de tour durant cette 7e journée comptant pour la phase de poule du Groupe Centre.
Aucune équipe n'est exemptée de tour durant cette 8e journée comptant pour la phase de poule du Groupe Centre.
Aucune équipe n'est exemptée de tour durant cette 8e journée comptant pour la phase de poule du Groupe Centre.
La 1re phase, dite phase de poule concernant le Groupe Centre s'achève donc le 3 février 2000 et a permis de faire apparaître les 6 premières équipes au classement qui iront en huitième de finale

##### Classement du Groupe Centre
À l'issue de cette 1re phase concernant la Région Centre, et après 9 journées de compétition qui permirent à chacun des clubs de jouer 9 matchs (sauf pour le CR Belouizdad et l'USM Alger, qui n'en ont joué que 8), le classement pour le Groupe Centre est le suivant
| Pl. | Club             | Points | Joués  | V | E | D | bp | bc | +/- |
| --- | ---------------- | ------ | ------ | - | - | - | -- | -- | --- |
| 1er | JSM Béjaia       | 18     | 9      | 5 | 3 | 1 | 9  | 4  | +5  |
| 2e  | CR Belouizdad    | 17     | 8 (-1) | 5 | 2 | 1 | 18 | 6  | +12 |
| 3e  | USM El Harrach   | 15     | 9      | 4 | 3 | 2 | 8  | 7  | +1  |
| 4e  | RC Kouba         | 14     | 9      | 4 | 2 | 3 | 11 | 11 | 0   |
| 5e  | MC Alger         | 13     | 9      | 3 | 4 | 2 | 11 | 10 | +1  |
| 6e  | USM Alger        | 12     | 8 (-1) | 3 | 3 | 2 | 11 | 9  | +2  |
| 7e  | USM Blida        | 10     | 9      | 2 | 4 | 3 | 10 | 14 | -4  |
| 8e  | JS Kabylie       | 8      | 9      | 1 | 5 | 3 | 6  | 8  | -2  |
| 9e  | NA Hussein Dey   | 6      | 9      | 2 | 0 | 7 | 8  | 14 | -6  |
| 10e | JS Bordj Menaiel | 5      | 9      | 1 | 2 | 6 | 7  | 16 | -9  |

|  | qualifiés pour les « huitièmes de finale » de la Coupe de la Ligue d'Algérie » |

La FAF ne prendra aucune sanction envers le CR Belouizdad, étant donné les circonstances exceptionnelles pour lesquelles ils ont déclaré forfait. De plus cela n'aura eu aucune incidence sur le classement car cette équipe et l'USM Alger sont toutes deux qualifiées. Petite surprise, parmi les non-qualifiés figurent deux clubs de Première Division, que sont l'USM Blida et la JS Kabylie.

##### Les qualifiés du Groupe Centre
Les qualifiés du Groupe Centre sont les 6 premiers du classement, soit quatre clubs de D1:
La JSM Béjaia, 1re au classement.
Le CR Belouizdad, 2e du classement.
Le MC Alger, 5e du classement.
Et l'USM Alger, 6e du classement et dernier qualifié.
mais aussi 2 clubs de D2 que sont:
L' USM El Harrach, 3e du classement.
Et le RC Kouba, 4e du classement.
Pour ce groupe de qualification, concernant la Région Centre, 2 pensionnaires de Première Division manquent car éliminés (la JS Kabylie et l'USM Blida). La bonne surprise viennent des 2 clubs évoluant en Deuxième Division accompagnant les autres pour les huitièmes de finale de la compétition.
À noter qu'il y a 6 qualifiés dans ce Groupe Centre car il est plus important en nombre que les 2 autres groupes. Cela s'explique par le fait que de nombreuses équipes de cette région évoluent en 1re et 2e division dans le football algérien pour cette saison 1999-2000.

#### Groupe Est
Le Groupe Est, faisant référence à la région Est du pays, concentre donc toutes les équipes évoluant en 1re et 2e division du football algérien et appartenant à cette région, qui était l'ex Ligue de Constantine de football durant la période coloniale. La ligue de Constantine existe encore mais sous un autre format et fait partie de la "Région Est".

##### Composition du Groupe Est
Le Groupe Est est composé pour cette édition de 9 équipes dont, 4 évoluant en Première Division:
L'ES Sétif.
Le CA Batna.
Le MO Constantine.
Et l'USM Annaba.
ainsi que 5 équipes évoluant en Deuxième Division durant cette édition:
Le CR Béni Thour.
La US Tébessa.
Le HB Chelghoum Laïd.
Le CS Constantine.
Et l'AS Ain M'lila.
Toutes les équipes s'affrontent entre elles en une poule unique, avec le système de points standard de 3 points pour une victoire, 1 point pour un match nul et 0 point pour une victoire. Comme le groupe est composé que de 9 équipes, celui-ci connaitra donc 9 journées de matchs.
À l'issue de cette 1re phase, au classement seuls les 6 premiers seront qualifiés pour la 2e phase à élimination direct qui débutera le 10 février 2000.

##### Phase de poule du Groupe Est
Contrairement au Groupe Centre, et comme le Groupe Ouest, le Groupe Est possède un nombre impair de participants. De ce fait à chaque journée comptant pour la phase de poule du Groupe Est, une équipe est exemptée, ici pour la 1re journée qui a lieu le 23 décembre 1999, c'est le tour de l'US Tébessa. À noter également que le match AS Aïn M'lila - CS Constantine ne s'est pas joué; et que la rencontre CR Béni Thour - USM Annaba s'est joué le 17 janvier 2000.
| Coupe de la Ligue d'Algérie de football 1re journée du Groupe Est | MO Constantine   | 1 - 0   | HB Chelghoum Laïd | Stade Chahid Hamlaoui (Constantine). |  |
| 23 décembre 1999                                                  |                  | (? - ?) |                   |                                      |  |
| 23 décembre 1999                                                  | Rapport du match |         |                   |                                      |  |

| Coupe de la Ligue d'Algérie de football 1re journée du Groupe Est | AS Aïn M'lila | Non Joué   | CS Constantine | Stade des Frères Demane Debih (Aïn M'lila). |  |
| 23 décembre 1999                                                  |               | (Non Joué) |                |                                             |  |

| Coupe de la Ligue d'Algérie de football 1re journée du Groupe Est | ES Sétif         | 2 - 0   | CA Batna | Stade du 8 mai 1945 (Sétif). |  |
| 23 décembre 1999                                                  |                  | (? - ?) |          |                              |  |
| 23 décembre 1999                                                  | Rapport du match |         |          |                              |  |

| Coupe de la Ligue d'Algérie de football 1re journée du Groupe Est | CR Béni Thour | 1 – 0   | USM Annaba | stade du 24 février 1956 (Ouargla) (Sidi-bel-Abbès). |  |
| 17 janvier 2000                                                   |               | (? - ?) |            |                                                      |  |

La 2e journée qui eut lieu le 30 décembre 1999, ce fut au tour du CA Batna d'être exempté de match comptant pour la phase de poule du Groupe Est.
| Coupe de la Ligue d'Algérie de football 2e journée du Groupe Est | CS Constantine | 0 - 0   | ES Sétif | Stade Ben Abdelmalek Ramdhan (Constantine). |  |
| 30 décembre 1999                                                 |                | (0 - 0) |          |                                             |  |

| Coupe de la Ligue d'Algérie de football 2e journée du Groupe Est | HB Chelghoum Laïd | 2 - 1   | AS Aïn M'lila | Stade du 11 décembre 1962 (Chelghoum Laid) (Mila). |  |
| 30 décembre 1999                                                 |                   | (? - ?) |               |                                                    |  |

| Coupe de la Ligue d'Algérie de football 2e journée du Groupe Est | USM Annaba | 1 - 1   | MO Constantine | Stade du 19 mai 1956 (Annaba). |  |
| 30 décembre 1999                                                 |            | (? - ?) |                |                                |  |

| Coupe de la Ligue d'Algérie de football 2e journée du Groupe Est | US Tébessa | 0 – 0   | CR Béni Thour | Stade Ahmed Kaïd (Tiaret). |  |
| 30 décembre 1999                                                 |            | (0 - 0) |               |                            |  |

La 3e journée qui eut lieu le 3 janvier 2000, et comptant pour la phase de poule du Groupe Est, c'est au tour du CR Béni Thour d'être exempté de match.
| Coupe de la Ligue d'Algérie de football 3e journée du Groupe Est | MO Constantine | 1 - 1   | US Tébessa | Stade Chahid Hamlaoui (Constantine). |  |
| 3 janvier 2000                                                   |                | (? - ?) |            |                                      |  |

| Coupe de la Ligue d'Algérie de football 3e journée du Groupe Est | AS Aïn M'lila | 1 - 2   | USM Annaba | Stade des Frères Demane Debih (Aïn M'lila). |  |
| 3 janvier 2000                                                   |               | (? - ?) |            |                                             |  |

| Coupe de la Ligue d'Algérie de football 3e journée du Groupe Est | ES Sétif | 4 - 1   | HB Chelghoum Laïd | Stade du 8 mai 1945 (Sétif). |  |
| 3 janvier 2000                                                   |          | (? - ?) |                   |                              |  |

| Coupe de la Ligue d'Algérie de football 3e journée du Groupe Est | CA Batna | 0 – 0   | CS Constantine | Stade du 1er novembre 1954 (Batna). |  |
| 3 janvier 2000                                                   |          | (0 - 0) |                |                                     |  |

Lors de la 4e journée qui eut lieu le 13 janvier 2000, et comptant pour la phase de poule du Groupe Est, le CS Constantine fut exempté de match.
| Coupe de la Ligue d'Algérie de football 4e journée du Groupe Est | HB Chelghoum Laïd | 2 - 1   | CA Batna | Stade du 11 décembre 1962 (Chelghoum Laid) (Mila) |  |
| 13 janvier 2000                                                  |                   | (? - ?) |          |                                                   |  |

| Coupe de la Ligue d'Algérie de football 4e journée du Groupe Est | USM Annaba | 1 - 0   | ES Sétif | Stade du 19 mai 1956 (Annaba). |  |
| 13 janvier 2000                                                  |            | (? - ?) |          |                                |  |

| Coupe de la Ligue d'Algérie de football 4e journée du Groupe Est | US Tébessa | 2 - 1   | AS Aïn M'lila | Stade Ahmed Kaïd (Tiaret). |  |
| 13 janvier 2000                                                  |            | (? - ?) |               |                            |  |

| Coupe de la Ligue d'Algérie de football 4e journée du Groupe Est | CR Béni Thour | 1 – 1   | MO Constantine | stade du 24 février 1956 (Ouargla) (Sidi-bel-Abbès). |  |
| 13 janvier 2000                                                  |               | (? - ?) |                |                                                      |  |

La 5e journée qui s'est déroulée le 20 janvier 2000, et comptant pour la phase de poule du Groupe Est, le MO Constantine fut exempté de jouer cette rencontre.
| Coupe de la Ligue d'Algérie de football 5e journée du Groupe Est | ES Sétif | 2 - 1   | US Tébessa | Stade du 8 mai 1945 (Sétif). |  |
| 20 janvier 2000                                                  |          | (? - ?) |            |                              |  |

| Coupe de la Ligue d'Algérie de football 5e journée du Groupe Est | AS Aïn M'lila | 0 - 0   | CR Béni Thour | Stade des Frères Demane Debih (Aïn M'lila). |  |
| 20 janvier 2000                                                  |               | (0 - 0) |               |                                             |  |

| Entraîneur :  |
| Kamel Mouassa |

| Entraîneur :     |
| Noureddine Zekri |

| Entraîneur :  |
| Kamel Mouassa |

| Entraîneur :     |
| Noureddine Zekri |

| Coupe de la Ligue d'Algérie de football 5e journée du Groupe Est | CA Batna | 1 – 0   | USM Annaba | Stade du 1er novembre 1954 (Batna). |  |
| 20 janvier 2000                                                  |          | (? - ?) |            |                                     |  |

La 6e journée qui s'est déroulée le 24 janvier 2000, et comptant pour la phase de poule du Groupe Est, le HB Chelghoum Laïd fut exempté de jouer cette rencontre.
| Coupe de la Ligue d'Algérie de football 6e journée du Groupe Est | USM Annaba | 3 - 0   | CS Constantine | Stade du 19 mai 1956 (Annaba). |  |
| 24 janvier 2000                                                  |            | (? - ?) |                |                                |  |

| Coupe de la Ligue d'Algérie de football 6e journée du Groupe Est | US Tébessa | 1 - 1   | CA Batna | Stade Ahmed Kaïd (Tiaret). |  |
| 24 janvier 2000                                                  |            | (? - ?) |          |                            |  |

| Coupe de la Ligue d'Algérie de football 6e journée du Groupe Est | CR Béni Thour | 0 - 0   | ES Sétif | stade du 24 février 1956 (Ouargla) (Sidi-bel-Abbès). |  |
| 24 janvier 2000                                                  |               | (0 - 0) |          |                                                      |  |

| Coupe de la Ligue d'Algérie de football 6e journée du Groupe Est | MO Constantine | 2 – 2   | AS Aïn M'lila | Stade Chahid Hamlaoui (Constantine). |  |
| 24 janvier 2000                                                  |                | (? - ?) |               |                                      |  |

La 7e journée qui s'est déroulée le 27 janvier 2000, et comptant pour la phase de poule du Groupe Est, l'AS Aïn M'lila fut exemptée de jouer cette rencontre.
| Coupe de la Ligue d'Algérie de football 7e journée du Groupe Est | ES Sétif | 1 - 1   | MO Constantine | Stade du 8 mai 1945 (Sétif). |  |
| 27 janvier 2000                                                  |          | (? - ?) |                |                              |  |

| Coupe de la Ligue d'Algérie de football 7e journée du Groupe Est | CA Batna | NUL   | CR Béni Thour | Stade du 1er novembre 1954 (Batna). |  |
| 27 janvier 2000                                                  |          | (NUL) |               |                                     |  |

| Coupe de la Ligue d'Algérie de football 7e journée du Groupe Est | CS Constantine | 0 - 1   | US Tébessa | Stade Ben Abdelmalek Ramdhan (Constantine). |  |
| 27 janvier 2000                                                  |                | (? - ?) |            |                                             |  |

| Coupe de la Ligue d'Algérie de football 7e journée du Groupe Est | HB Chelghoum Laïd | 1 – 1   | USM Annaba | Stade du 11 décembre 1962 (Chelghoum Laid) (Mila). |  |
| 27 janvier 2000                                                  |                   | (? - ?) |            |                                                    |  |

La 8e journée qui s'est déroulée le 31 janvier 2000, et comptant pour la phase de poule du Groupe Est, l'Union sportive medina Annaba fut exemptée de jouer cette rencontre.
| Coupe de la Ligue d'Algérie de football 8e journée du Groupe Est | US Tébessa | 0 - 0   | HB Chelghoum Laïd | Stade Ahmed Kaïd (Tiaret). |  |
| 31 janvier 2000                                                  |            | (0 - 0) |                   |                            |  |

| Coupe de la Ligue d'Algérie de football 8e journée du Groupe Est | CR Béni Thour | 3 - 0   | CS Constantine | stade du 24 février 1956 (Ouargla) (Sidi-bel-Abbès). |  |
| 31 janvier 2000                                                  |               | (? - ?) |                |                                                      |  |

| Coupe de la Ligue d'Algérie de football 8e journée du Groupe Est | MO Constantine | 1 - 0   | CA Batna | Stade Chahid Hamlaoui (Constantine). |  |
| 31 janvier 2000                                                  |                | (? - ?) |          |                                      |  |

| Coupe de la Ligue d'Algérie de football 8e journée du Groupe Est | AS Aïn M'lila | 3 – 1   | ES Sétif | Stade du 11 décembre 1962 (Chelghoum Laid) (Mila). |  |
| 31 janvier 2000                                                  |               | (? - ?) |          |                                                    |  |

Pour cette 9e et dernière journée qui s'est déroulée le 3 février 2000, et comptant pour la phase de poule du Groupe Est, l'ES Sétif fut exemptée de jouer cette rencontre.
| Coupe de la Ligue d'Algérie de football 9e et Dernière journée du Groupe Est | CA Batna | 1 - 0   | AS Aïn M'lila | Stade du 1er novembre 1954 (Batna). |  |
| 3 février 2000                                                               |          | (? - ?) |               |                                     |  |

| Coupe de la Ligue d'Algérie de football 9e et Dernière journée du Groupe Est | CS Constantine | 0 - 2   | MO Constantine | Stade Ben Abdelmalek Ramdhan (Constantine). |  |
| 3 février 2000                                                               |                | (? - ?) |                |                                             |  |

| Coupe de la Ligue d'Algérie de football 9e et Dernière journée du Groupe Est | HB Chelghoum Laïd | 5 - 0   | CR Béni Thour | Stade du 11 décembre 1962 (Chelghoum Laid) (Mila). |  |
| 3 février 2000                                                               |                   | (? - ?) |               |                                                    |  |

| Coupe de la Ligue d'Algérie de football 9e et Dernière journée du Groupe Est | USM Annaba | 4 – 1   | US Tébessa | Stade du 19 mai 1956 (Annaba). |  |
| 3 février 2000                                                               |            | (? - ?) |            |                                |  |

La 1re phase, dite phase de poule concernant le Groupe Est s'achève donc le 3 février 2000 et a permis de faire apparaître les 6 premières équipes au classement qui iront en huitième de finale.

##### Classement du Groupe Est
À l'issue de cette 1re phase concernant la Région Est, et après 9 journées de compétition qui permirent à chacun des clubs de jouer 8 matchs (sauf pour l'AS Aïn M'lila et le CS Constantine, qui n'en ont joué que 7), le classement pour le Groupe Est est le suivant :
| Pl. | Club              | Points | Joués  | V | E | D | bp | bc | +/- |
| --- | ----------------- | ------ | ------ | - | - | - | -- | -- | --- |
| 1er | USM Annaba        | 14     | 8      | 4 | 2 | 2 | 12 | 6  | +6  |
| 2e  | MO Constantine    | 14     | 8      | 3 | 5 | 0 | 10 | 6  | +4  |
| 3e  | HB Chelghoum Laïd | 12     | 8      | 3 | 3 | 2 | 11 | 8  | +3  |
| 4e  | ES Sétif          | 12     | 8      | 3 | 3 | 2 | 10 | 7  | +3  |
| 5e  | CR Béni Thour     | 11     | 8      | 2 | 5 | 1 | 5  | 6  | -1  |
| 6e  | US Tébessa        | 10     | 8      | 2 | 4 | 2 | 7  | 9  | -2  |
| 7e  | CA Batna          | 9      | 8      | 2 | 3 | 3 | 4  | 6  | -2  |
| 8e  | AS Aïn M'lila     | 5      | 7 (-1) | 1 | 2 | 4 | 8  | 10 | -2  |
| 9e  | CS Constantine    | 3      | 7 (-1) | 0 | 3 | 4 | 0  | 9  | -9  |

|  | qualifiés pour les « huitièmes de finale » de la Coupe de la Ligue d'Algérie » |

##### Les qualifiés du Groupe Est
Les qualifiés du Groupe Est sont les 6 1ers du classement, soit 4 clubs de D1:
L'USM Annaba, 1re au classement.
Le MO Constantine, 2e du classement.
Et l'ES Sétif, 4e du classement.
mais aussi 3 clubs de D2 que sont:
Le HB Chelghoum Laïd, 3e du classement.
Le CR Béni Thour, 5e du classement.
Et l'US Tébessa, 6e du classement et dernière qualifiée.
Pour ce groupe de qualification, concernant la Région Est, 3 équipes de 1re Division sur 4 engagées se qualifient logiquement. Symétriquement 3 clubs évoluant en 2e Division accompagnant les autres pour les huitièmes de finale de la compétition.
À noter qu'il y a 6 qualifiés dans ce Groupe Est car il est aussi important en nombre que le Groupe Centre. Cela s'explique par le fait que de nombreuses équipes de cette région évoluent en 1re et 2e division dans le football algérien pour cette saison 1999-2000.

### Tirage au sort
La 1re phase de la compétition, dite phase de poule des Groupes Centre Est et Ouest, étant terminé, un tirage au sort est effectué entre les qualifiés de ces groupes pour le compte des huitièmes de finale qui auront lieu le 10 février 2000. À noter également que chacune des rencontres aura lieu sur terrain neutre, les lieux et les stades pour chacune des rencontres sont désignés. Puisqu'il s'agit d'une phase à élimination directe devant se jouer si besoin est avec prolongations et tirs au but, la FAF, afin d'éviter toutes polémiques d'équités et ne pouvant se permettre de faire jouer les matchs en aller et retour pour cause de calendrier chargé, opte pour la solution du terrain neutre.

#### Tirage des huitièmes de finale
| Match | Division          | Classement1      | Équipe 1      | Lieu               | Équipe 2          | Classement2       | Division          |
| 1     | Deuxième division | 3e Groupe Ouest  | GC Mascara    | Sidi Bel-Abbès     | MC Oran           | 2e Groupe Ouest   | Première division |
| 2     | Deuxième division | 5e Groupe Est    | CR Béni Thour | Alger              | WA Tlemcen        | 1er Groupe Ouest  | Première division |
| 3     | Première division | 1er Groupe Est   | USM Annaba    | Skikda             | MO Constantine    | 2e Groupe Est     | Première division |
| 4     | Deuxième division | 4e Groupe Centre | RC Kouba      | Bordj-Bou-Arreridj | HB Chelghoum Laïd | 3e Groupe Est     | Deuxième division |
| 5     | Deuxième division | 4e Groupe Ouest  | WA Mostaganem | Blida              | CR Belouizdad     | 2e Groupe Centre  | Première division |
| 6     | Première division | 5e Groupe Centre | MC Alger      | Tizi Ouzou         | JSM Béjaia        | 1er Groupe Centre | Première division |
| 7     | Première division | 4e Groupe Est    | ES Sétif      | Bejaia             | USM Alger         | 6e Groupe Centre  | Première division |
| 8     | Deuxième division | 6e Groupe Est    | US Tébessa    | Sétif              | USM El Harrach    | 3e Groupe Centre  | Deuxième division |

3 matchs de ses huitièmes de finale opposeront 2 équipes d'un même groupe qui se sont déjà affronter dans la phase de poule des groupes de qualifications, en l'occurrence :
- le match numéro 1 entre le GC Mascara et le MC Oran (Groupe Ouest) ;
- le match numéro 3 entre l'USM Annaba et le MO Constantine (Groupe Est) ;
- et le match numéro 6 entre le MC Alger et la JSM Béjaia (Groupe Centre).

#### Tirage des quarts de finale
La phase finale ou phase à élimination direct fonctionne en tableau. Ainsi les quarts de finale se font en fonction des huitièmes de finale où le vainqueur d'un match rencontre le vainqueur du match suivant. La date de ces rencontres est fixée pour le 14 février 2000. Ce qui nous donne pour les quarts de finale les matchs suivants :
| Match | Équipe 1                       | Lieu        | Équipe 2                       |
| 1     | Vainqueur huitième de finale 1 | indéterminé | Vainqueur huitième de finale 2 |
| 2     | Vainqueur huitième de finale 3 | indéterminé | Vainqueur huitième de finale 4 |
| 3     | Vainqueur huitième de finale 5 | indéterminé | Vainqueur huitième de finale 6 |
| 4     | Vainqueur huitième de finale 7 | indéterminé | Vainqueur huitième de finale 8 |

En fonction des qualifiés des huitièmes de finale, par souci d'équité, la FAF désignera ultérieurement le terrain des matchs des quarts de finale qui se dérouleront eux aussi sur terrain neutre.

#### Tirage des demi-finales
Il en est donc de même pour les demi-finales dont la date est fixée pour le 25 février 2000, ce qui nous donne:
| Match | Équipe 1                    | Lieu        | Équipe 2                    |
| 1     | Vainqueur quart de finale 1 | indéterminé | Vainqueur quart de finale 2 |
| 2     | Vainqueur quart de finale 3 | indéterminé | Vainqueur quart de finale 4 |

En fonction des qualifiés des quarts de finale, par souci d'équité, la FAF désignera ultérieurement le terrain des matchs des demi-finales qui se dérouleront eux aussi sur terrain neutre.

#### Puis la finale
La finale aura lieu le 19 mars 2000, dans le stade national, le fameux Stade du 5 juillet 1962, à Alger.
| Match | Équipe 1                | Lieu                    | Équipe 2                |
| 1     | Vainqueur demi-finale 1 | Stade du 5 juillet 1962 | Vainqueur demi-finale 2 |

Toutes les finales des coupes nationales ont lieu en ce stade, c'est le seul paramètre connu à l'avance pour cette compétition.

### Tableau finale
|  | Huitièmes de finale 10 février 2000        | Huitièmes de finale 10 février 2000     |                                           |       | Quarts de finale 14 février 2000 | Quarts de finale 14 février 2000 |  |  | Demi-finale 25 février 2000 | Demi-finale 25 février 2000 |  |  | Finale 19 mars 2000 | Finale 19 mars 2000 |
|  |                                            |                                         |                                           |       |                                  |                                  |  |  |                             |                             |  |  |                     |                     |
|  | Stade du 24 février 1956 (Sidi Bel-Abbès)  |                                         |                                           |       |                                  |                                  |  |  |                             |                             |  |  |                     |                     |
|  |                                            |                                         |                                           |       |                                  |                                  |  |  |                             |                             |  |  |                     |                     |
|  | GC Mascara                                 | 0                                       |                                           |       |                                  |                                  |  |  |                             |                             |  |  |                     |                     |
|  | GC Mascara                                 | 0                                       | Stade du 24 février 1956 (Sidi Bel-Abbès) |       |                                  |                                  |  |  |                             |                             |  |  |                     |                     |
|  | MC Oran                                    | 1                                       |                                           |       |                                  |                                  |  |  |                             |                             |  |  |                     |                     |
|  | MC Oran                                    | 1                                       | MC Oran (t.a.b.)                          | 0 (5) |                                  |                                  |  |  |                             |                             |  |  |                     |                     |
|  | Stade du 20-août-1955 (Alger)              |                                         | MC Oran (t.a.b.)                          | 0 (5) |                                  |                                  |  |  |                             |                             |  |  |                     |                     |
|  |                                            | WA Tlemcen                              | 0 (3)                                     |       |                                  |                                  |  |  |                             |                             |  |  |                     |                     |
|  | MC Ouargla                                 | WA Tlemcen                              | 0 (3)                                     | 0     |                                  |                                  |  |  |                             |                             |  |  |                     |                     |
|  | MC Ouargla                                 |                                         | Stade de Boumerdès (Boumerdès)            | 0     |                                  |                                  |  |  |                             |                             |  |  |                     |                     |
|  | WA Tlemcen                                 | 4                                       |                                           |       |                                  |                                  |  |  |                             |                             |  |  |                     |                     |
|  | WA Tlemcen                                 | 4                                       | MC Oran                                   | 1     |                                  |                                  |  |  |                             |                             |  |  |                     |                     |
|  | Stade du 20 août 1955 (Skikda)             |                                         | MC Oran                                   | 1     |                                  |                                  |  |  |                             |                             |  |  |                     |                     |
|  |                                            | USM Annaba                              | 0                                         |       |                                  |                                  |  |  |                             |                             |  |  |                     |                     |
|  | USM Annaba (t.a.b.)                        | USM Annaba                              | 0                                         | 1 (?) |                                  |                                  |  |  |                             |                             |  |  |                     |                     |
|  | USM Annaba (t.a.b.)                        | Stade de l'Unité Maghrébine (Béjaia)    |                                           | 1 (?) |                                  |                                  |  |  |                             |                             |  |  |                     |                     |
|  | MO Constantine                             | 1 (?)                                   |                                           |       |                                  |                                  |  |  |                             |                             |  |  |                     |                     |
|  | MO Constantine                             | 1 (?)                                   | USM Annaba (t.a.b.)                       | 0 (3) |                                  |                                  |  |  |                             |                             |  |  |                     |                     |
|  | Stade du 20 août 1955 (Bordj-Bou-Arreridj) |                                         | USM Annaba (t.a.b.)                       | 0 (3) |                                  |                                  |  |  |                             |                             |  |  |                     |                     |
|  |                                            | RC Kouba                                | 0 (0)                                     |       |                                  |                                  |  |  |                             |                             |  |  |                     |                     |
|  | RC Kouba                                   | RC Kouba                                | 0 (0)                                     | 2     |                                  |                                  |  |  |                             |                             |  |  |                     |                     |
|  | RC Kouba                                   |                                         | Stade du 5 juillet 1962 (Alger)           | 2     |                                  |                                  |  |  |                             |                             |  |  |                     |                     |
|  | HB Chelghoum Laïd                          | 1                                       |                                           |       |                                  |                                  |  |  |                             |                             |  |  |                     |                     |
|  | HB Chelghoum Laïd                          | 1                                       | CR Belouizdad                             | 3     |                                  |                                  |  |  |                             |                             |  |  |                     |                     |
|  | Stade Mustapha Tchaker (Blida)             |                                         | CR Belouizdad                             | 3     |                                  |                                  |  |  |                             |                             |  |  |                     |                     |
|  |                                            | MC Oran                                 | 0                                         |       |                                  |                                  |  |  |                             |                             |  |  |                     |                     |
|  | WA Mostaganem                              | MC Oran                                 | 0                                         | 1 (?) |                                  |                                  |  |  |                             |                             |  |  |                     |                     |
|  | WA Mostaganem                              | Stade du 1er novembre 1954 (Tizi-Ouzou) |                                           | 1 (?) |                                  |                                  |  |  |                             |                             |  |  |                     |                     |
|  | CR Belouizdad (t.a.b.)                     | 1 (?)                                   |                                           |       |                                  |                                  |  |  |                             |                             |  |  |                     |                     |
|  | CR Belouizdad (t.a.b.)                     | 1 (?)                                   | CR Belouizdad                             | 3     |                                  |                                  |  |  |                             |                             |  |  |                     |                     |
|  | Stade du 1er novembre 1954 (Tizi-Ouzou)    |                                         | CR Belouizdad                             | 3     |                                  |                                  |  |  |                             |                             |  |  |                     |                     |
|  |                                            | JSM Béjaia                              | 0*                                        |       |                                  |                                  |  |  |                             |                             |  |  |                     |                     |
|  | MC Alger                                   | JSM Béjaia                              | 0*                                        | 0     |                                  |                                  |  |  |                             |                             |  |  |                     |                     |
|  | MC Alger                                   |                                         | Stade du 5 juillet 1962 (Alger)           | 0     |                                  |                                  |  |  |                             |                             |  |  |                     |                     |
|  | JSM Béjaia                                 | 3                                       |                                           |       |                                  |                                  |  |  |                             |                             |  |  |                     |                     |
|  | JSM Béjaia                                 | 3                                       | CR Belouizdad                             | 2     |                                  |                                  |  |  |                             |                             |  |  |                     |                     |
|  | Stade de l'Unité Maghrébine (Béjaia)       |                                         | CR Belouizdad                             | 2     |                                  |                                  |  |  |                             |                             |  |  |                     |                     |
|  |                                            | USM Alger                               | 1                                         |       |                                  |                                  |  |  |                             |                             |  |  |                     |                     |
|  | ES Sétif                                   | USM Alger                               | 1                                         | 0 (?) |                                  |                                  |  |  |                             |                             |  |  |                     |                     |
|  | ES Sétif                                   | Stade du 5 juillet 1962 (Alger)         |                                           | 0 (?) |                                  |                                  |  |  |                             |                             |  |  |                     |                     |
|  | USM Alger (t.a.b.)                         | 0 (?)                                   |                                           |       |                                  |                                  |  |  |                             |                             |  |  |                     |                     |
|  | USM Alger (t.a.b.)                         | 0 (?)                                   | USM Alger (t.a.b.)                        | 1 (3) |                                  |                                  |  |  |                             |                             |  |  |                     |                     |
|  | Stade du 8 mai 1945 (Sétif)                |                                         | USM Alger (t.a.b.)                        | 1 (3) |                                  |                                  |  |  |                             |                             |  |  |                     |                     |
|  |                                            | USM El Harrach                          | 1 (1)                                     |       |                                  |                                  |  |  |                             |                             |  |  |                     |                     |
|  | US Tébessa                                 | USM El Harrach                          | 1 (1)                                     | 1     |                                  |                                  |  |  |                             |                             |  |  |                     |                     |
|  | US Tébessa                                 |                                         |                                           | 1     |                                  |                                  |  |  |                             |                             |  |  |                     |                     |
|  | USM El Harrach                             | 3                                       |                                           |       |                                  |                                  |  |  |                             |                             |  |  |                     |                     |
|  | USM El Harrach                             | 3                                       |                                           |       |                                  |                                  |  |  |                             |                             |  |  |                     |                     |

- Remarque: Cette compétition ne comprend pas de match pour la 3e place entre les 2 perdants des demi-finales.

### Huitièmes de finale
Une fois le tirage au sort effectué, le dimanche 6 février 2000, les huitièmes de finale se déroulent le 10 février 2000 a 13 h 30, toutes les rencontres ont lieu sur terrain neutre afin de ne pas avantager une équipe et subir des polémiques, car il est impossible de faire jouer les rencontres en match aller et retour.
3 rencontres opposant des équipes issues d'un même Groupe de qualification se rencontrent à nouveau en huitième de finale. C'est le cas du MC Oran et du GC Mascara provenant du Groupe Ouest. La rencontre tourne à l'avantage de la formation de Première Division, MC Oran qui s'impose 1 but à 0 face au GC Mascara à Sidi Bel-Abbès au Stade du 24 février 1956.
| Coupe de la Ligue d'Algérie de football Huitième de finale. | GC Mascara | 0 - 1 | MC Oran     | Stade du 24 février 1956 (Sidi Bel-Abbès) |  |
| 10 février 2000 13h 30                                      |            | (0-0) | Mecheri 48' |                                           |  |

Pour ce huitième de finale, ici la logique est bien respectée, car le WA Tlemcen club de Première Division s'impose sur le score sans appel de 4 but à 0 face au CR Béni Thour club de Deuxième Division, à Alger au Stade du 20-août-1955.
| Coupe de la Ligue d'Algérie de football Huitième de finale. | CR Béni Thour | 0 - 4   | WA Tlemcen | Stade du 20-août-1955 (Alger). |  |
| 10 février 2000                                             |               | (? - ?) |            |                                |  |

3 rencontres se termineront à l'issue de la séance des tirs au but, c'est le cas du match entre l'USM Annaba et le MO Constantine, 2 équipes issues du même groupe de qualification le Groupe Est et qui a lieu à Skikda au Stade du 20 août 1955 (stade homonyme à celui d'Alger). Après un match nul d'un but partout, ce sera finalement l'USM Annaba qui s'imposera aux tirs au but.
| Coupe de la Ligue d'Algérie de football Huitième de finale. | USM Annaba | 1 - 1       | MO Constantine | Stade du 20 août 1955 (Skikda) |  |
| 10 février 2000                                             |            | (? - ?)     |                |                                |  |
| 10 février 2000                                             | ?          | Tirs au but | ?              |                                |  |

2 clubs de Deuxième Division s'affrontent pour une place en quart-de-finale. Il s'agit du RC Kouba et du HB Chelghoum Laïd, et la rencontre a lieu à Bordj-Bou-Arreridj au stade du 20 août 1955 (autre stade homonyme qu'a celui d'Alger). La rencontre tourne en faveur du RC Kouba qui s'impose 2 buts à 1 face au HB Chelghoum Laïd.
| Coupe de la Ligue d'Algérie de football Huitième de finale. | RC Kouba | 2 – 1   | HB Chelghoum Laïd | Stade du 20 août 1955 (Bordj-Bou-Arreridj) |  |
| 10 février 2000                                             |          | (? - ?) |                   |                                            |  |

IL s'agit du 2e match des huitièmes de finale qui se terminera par la séance de tirs au but. Le WA Mostaganem et le CR Belouizdad s'affrontent à  chlef au Stade Mustapha Tchaker et ne peuvent se départager à l'issue du temps réglementaire sur un score de parité un but partout. Finalement le CR Belouizdad s'imposera dans la séance de tirs au but face au WA Mostaganem.
| Coupe de la Ligue d'Algérie de football Huitième de finale. | WA Mostaganem | 1 - 1       | CR Belouizdad | [[Stade de chlef |  |
| 10 février 2000 13h 30                                      |               | (? - ?)     |               |                  |  |
| 10 février 2000 13h 30                                      | ?             | Tirs au but | ?             |                  |  |

3e rencontre entre 2 clubs issues d'un même groupe de qualification. Ici c'est le Groupe centre qui est à l'honneur où le MC Alger tenant du titre affronte celle qui a été leader du groupe de qualification la JSM Béjaia. La rencontre a lieu en Kabylie mais au Stade du 1er novembre 1954 à Tizi Ouzou, le fief d'un grand absent la JS Kabylie. Le MC Alger perdra son titre en s'inclinant lourdement 3 buts à 0 face à la JSM Béjaia.
| Coupe de la Ligue d'Algérie de football Huitième de finale. | MC Alger | 0 - 3   | JSM Béjaia                                                             | Stade du 1er novembre 1954 (Tizi Ouzou). |                                      |
| 10 février 2000                                             | -        | (0 - 1) | Sid Ahmed Benamara 39e · Abdelghani Boudehouche 69e · Benamoukrane 89e | Arbitrage : Mezouani Abbès Ben Saada     | Arbitrage : Mezouani Abbès Ben Saada |

3e et dernier match entre 2 clubs de Première Division, l'ES Sétif rencontre l'USM Alger à Bejaia au Stade de l'Unité Maghrébine fief de la JSM Béjaia. Ce sera le seul match des huitièmes de finale où aucun but ne sera inscrit. Les 2 équipes se départageront dans la séance de tirs au but et c'est finalement l'USM Alger qui s'imposera face à l'ES Sétif.
| Coupe de la Ligue d'Algérie de football Huitième de finale. | ES Sétif                                 | 0 - 0       | USM Alger | Stade de l'Unité Maghrébine (Béjaia). |  |
| 10 février 2000 13h 30                                      |                                          | (0 - 0)     |           |                                       |  |
| 10 février 2000 13h 30                                      | USM Alger qualifié aux tirs au but; 1-3. |             |           |                                       |  |
| 10 février 2000 13h 30                                      | ?                                        | Tirs au but | ?         |                                       |  |

Et enfin 2e et dernier match entre équipes de Deuxième Division, USM El Harrach affronte l'US Tébessa au Stade du 8 mai 1945 à Sétif, fief de l'ES Sétif. La formation algéroise de l'USM El Harrach s'impose avec brio trois buts à un face à la US Tébessa.
| Coupe de la Ligue d'Algérie de football Huitième de finale. | US Tébessa | 1 – 3   | USM El Harrach | Stade du 8 mai 1945 (Sétif). |  |
| 10 février 2000                                             |            | (? - ?) |                |                              |  |

De ces huitièmes de finale seules 8 équipes se qualifient donc pour les quarts de finale. On retient l'élimination sans gloire du tenant du titre le MC Alger battu 3 buts à 0 par la JSM Béjaia et la présence encore de 2 équipes de Deuxième Division que sont l'USM El Harrach et le RC Kouba. Il faut souligner également la présence en force de 4 équipes appartenant au Groupe de qualification de la région Centre, et qui nous renseigne sur la forme de cette région du football algérien.

### Quarts de finale
Les matchs des demi-finales se sont joués le jeudi 17 février 2000.a 14h 00.
| Club 1        | Résultat             | Club 2         | buteurs                  | Stade                                   |
| ------------- | -------------------- | -------------- | ------------------------ | --------------------------------------- |
| MC Oran       | 0 - 0 (5 - 3 t.a.b)  | WA Tlemcen     | /                        | stade 24 février 1956 de Sidi Bel-Abbes |
| USM Annaba    | 0 - 0 (3 - 2 t.a.b)  | RC Kouba       | /                        | stade de l'unité maghrébine de Béjaia   |
| CR Belouizdad | Forfait (3 - 0)      | JSM Béjaïa     | /                        | stade 1er novembre 54 de tizi ouzou     |
| USM Alger     | 1 - 1 (3 - 1) t.a.b) | USM El Harrach | Meftah 81' / Djebbar 45' | Stade 5 juillet 1962 (Alger)            |

### Demi-finales
Les matchs des demi-finales se sont joués le 25 février 2000.a 14h 30
| Club 1        | Résultat | Club 2     | buteurs                 | Stade                          |
| ------------- | -------- | ---------- | ----------------------- | ------------------------------ |
| MC Oran       | 1 - 0    | USM Annaba | Meçabih 44'             | Stade de Boumerdès (Boumerdès) |
| CR Belouizdad | 2 - 1    | USM Alger  | Galloul 36' Settara 58' | Stade 5 juillet 1962 (Alger)   |

### Finale
Les matchs des demi-finales se sont joués le 19 mars 2000.
| Club 1        | Résultat | Club 2  | Date, heure  | Stade                        |
| ------------- | -------- | ------- | ------------ | ---------------------------- |
| CR Belouizdad | 3 - 0    | MC Oran | 19 mars 2000 | Stade 5 juillet 1962 (Alger) |

## Sources
- RSSSF, base de données sur le football dans le monde
- Archives du site du football algérien, DZFoot